# Dietrich Jürgen Boy

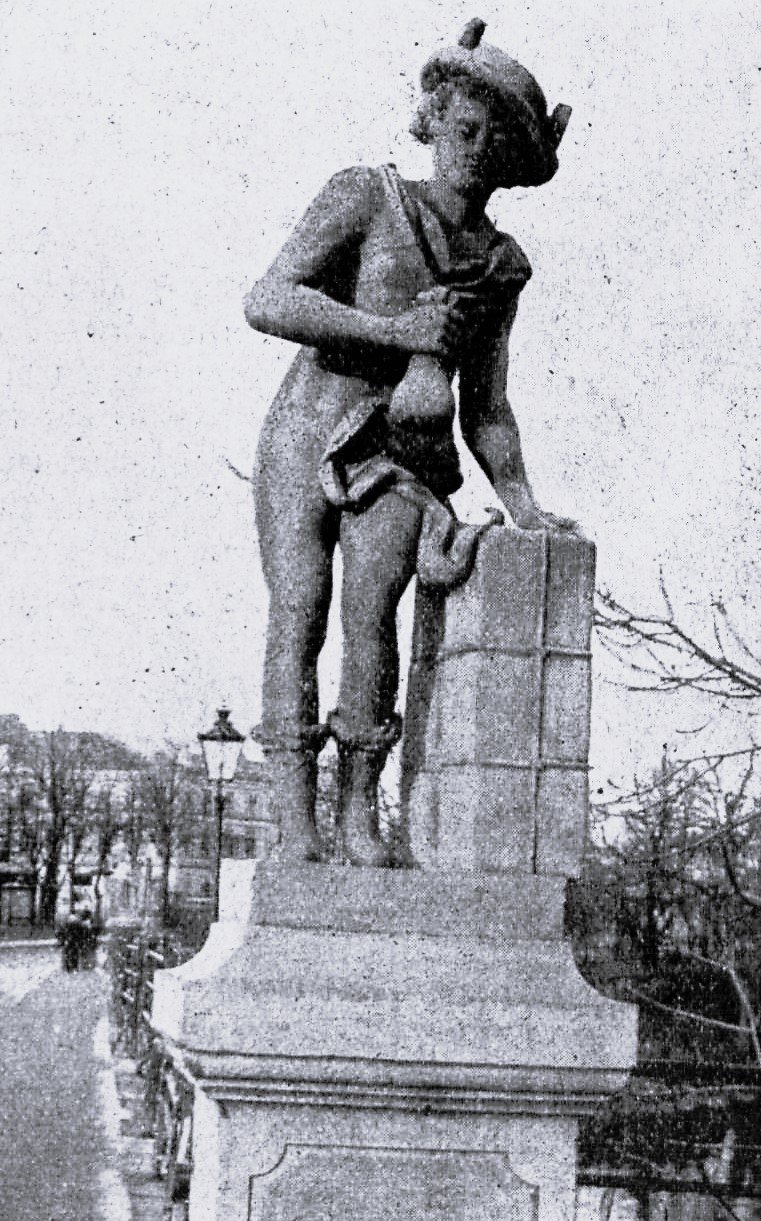
Merkur auf der Puppenbrücke, (heute witterungsbedingt ersetzt durch eine Kopie)

Dietrich Jürgen Boy, auch Diederich Jürgen Boye (* vor dem 4. Juli 1724 in Lübeck; † 14. Dezember 1803 ebenda) war ein deutscher Bildhauer.

## Leben
Dietrich Jürgen Boy war ein Sohn des vor dem Holstentor wohnenden Gärtners Claus Boy und dessen Fau Margaretha, Tochter des Gärtners Caspar Boy. Sein genaues Geburtsdatum ist unbekannt; getauft wurde er am 4. Juli 1724.
Über seine Ausbildung ist nichts bekannt. Am 29. Oktober 1750 erhielt Diederich Jürgen Boye, ein Bildhauer, das Lübecker Bürgerrecht. Kurz danach, am 15. November 1750, heiratete er Elsabeth Regina Belger, Tochter des Bildhauers Johann Balthasar (Jochim) Belger. Nach ihrem frühen Tod heiratete er in zweiter Ehe am 15. November 1751 Anna Margaretha Kleymann († 1770), Tochter des Glockengießers Conrad (Cord III.) Kleymann. In dritter Ehe heiratete er am 11. Juli 1771 Margaretha Dorothea Lembke († 1806). Insgesamt hatte er neun Kinder. Der älteste Sohn Conrad Nicolas Boy (1753–1793) wurde ebenfalls Bildhauer, ging nach Berlin und hat am Brandenburger Tor mitgearbeitet. Für die Herkulesbrücke schuf er Herkules im Kampf mit dem nemeischen Löwen nach einem Entwurf von Gottfried Schadow.
Dietrich Jürgen Boy wohnte in der Großen Altefähre, 1771 besaß er ein Haus in der Engelsgrube, das 1791 zwangsversteigert wurde. 1798 wird als Boys Wohnung Große Kiesau 12 (heutige Hausnr.) genannt. Trotz seines Konkurses 1791 war er 1798 Capitain des Bürgermilitärs.

## Werk
Boys erste nachweisbare Arbeit in Lübeck war 1757 die Reparatur des Vorsteherstuhls in der Petrikirche mit einer neuen Bekrönung. 1763 kam es zu einem Streit mit dem Amt (der Innung) der Maler, weil Boy Vergoldungsarbeiten durchführte. 1768 fertigte er Modelle für Kirchenleuchter der Nowgorodfahrer in St. Marien, die von dem Gießer Adam Planer gegossen wurden. Im selben Jahr arbeitete er am Rokoko-Portal der Schiffergesellschaft. 1769 schuf Boy nach einem Entwurf des Stadtbaumeisters Johann Adam Soherr die Rokokofüllungen, zwei Putti, Vasen und die Wappenkartusche für das Schrankenwerk der Greveraden-Kapelle im Lübecker Dom.

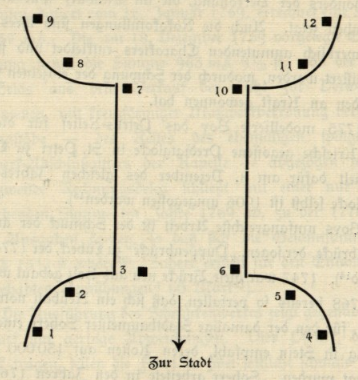
Schema der ursprünglichen Aufstellung der Skulpturen auf der Pupenbrücke

Von 1774 bis 1776 entstand Boys Hauptwerk, die Statuen auf der Lübecker Puppenbrücke. Boy schuf ein Programm von zwölf Skulpturen:
1. Flussgott (Trave): Männliche Figur mit umgestürztem Wasserbecken und Ruder
2. Vase mit Darstellung von Ackerbau und Fischzucht
3. Eintracht: Weibliche Figur mit Fasces  und zwei verschlungenen Delphinen.
4. Friede: weibliche Figur mit Palmzweig und Garbe
5. Vase mit Darstellung von Fleiß und Sparsamkeit
6. Handel: Merkur mit Flügelschuhen und Flügelhut, den Geldsack in der Rechten, lehnt sich an einen Warenballen
7. Wehrkraft: ein gewappneter römischer Krieger
8. Vase mit der Darstellung der Vaterlandsliebe (Marcus Curtius)
9. Eitelkeit: weibliche Figur mit Spiegel in der Rechten und Schlange am Arm[5]
10. Klugheit oder Vorsicht: weibliche Figur mit hockender Katze zu Füßen[6]
11. Vase mit Darstellung der freien Künste
12. Neptun (Ostsee) mit Dreizack einem aufspringenden Pferde wehrend

Der Sandstein für die Skulpturen kam aus Wehlen im Elbsandsteingebirge. Die Skulpturen befinden sich seit 1984 aus konservatorischen Gründen im Innenhof St.-Annen-Museum. Auf der Puppenbrücke selbst stehen Kopien.
In den Jahren 1779 bis 1779 fertigte Boy eine Gruppe allegorischer Figuren als Giebelbekrönung des Hauses Königstraße 21, dem damaligen Sitz der Junker- und Zirkelkompagnie. Sie stellen die Allegorien Friede und Eintracht dar, die die Kartusche mit dem Wappen der Kompagnie umrahmen.
Anfang der 1780er Jahre war Boy in seiner Pfarrkirche St. Jakobi tätig. Er restaurierte Teile des Hochaltars von 1717 sowie einen heute nicht mehr vorhandenen Altar am Kirchenstuhl der Schiffergesellschaft. 1784 fertigte er die plastischen Teile der Kirchenuhr mit einer Chronos-Statuette im südlichen Seitenschiff. 1790 schließlich beteiligte er sich an der Erneuerung der Beichtstühle in St. Marien.
In der Lübecker St.-Lorenz-Kirche ist ein Taufengel von Boy erhalten. Weitere Allegorien von ihm befinden sich auf der Giebelbekrönung des Buddenbrookhauses in der Mengstraße.